# Amtsgericht Wöltingerode
Das Amtsgericht Wöltingerode war ein Gericht der ordentlichen Gerichtsbarkeit mit Sitz in Kloster Wöltingerode.
Nach der Revolution von 1848 wurde im Königreich Hannover die Rechtsprechung von der Verwaltung getrennt und die Patrimonialgerichtsbarkeit abgeschafft.
Das Amtsgericht wurde daraufhin mit der Verordnung vom 7. August 1852 die Bildung der Amtsgerichte und unteren Verwaltungsbehörden betreffend als königlich hannoversches Amtsgericht gegründet.
Es umfasste das Amt Wöltingerode.
Das Amtsgericht war dem Obergericht Goslar untergeordnet. Im Jahre 1879 wurde das Amtsgericht Wöltingerode aufgelöst und sein Gerichtsbezirk dem Amtsgericht Goslar zugeschlagen.